# 帝政様式

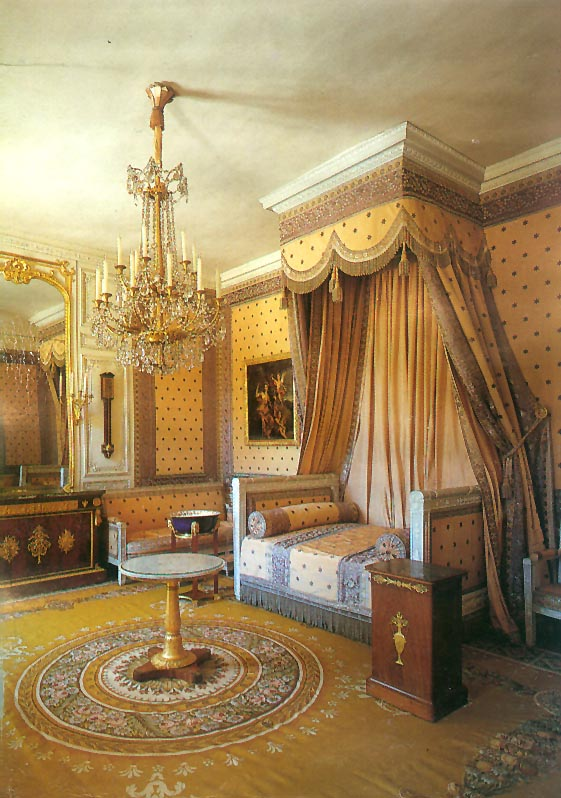
ナポレオンの居室

帝政様式（ていせいようしき、英語: Empire style）とは、建築、家具その他の装飾芸術や視覚芸術の分野で、19世紀前半（ナポレオンが皇帝に就任した1804年直後から）に起こった、フランスにおけるナポレオン１世の帝政時代を中心とした装飾様式である。しばしば第2次新古典様式と見なされる。Empire のフランス語発音からアンピール様式、また英語読みでエンパイア・スタイルと呼ばれることもある。
豪壮、華麗な表現に特徴がある。ロマネスクやゴシック、バロックなど一時代を作った様式と比べれば建築・インテリアにおよぼした影響力は各段に小さく、どちらかといえば家具を中心とした様式である。帝政様式（アンピール様式）の流行は、1830年頃まで続いた。主にフランス、北欧、ロシア、イタリアなどのごく一部で流行した。

## ナポレオンと帝政様式
帝政様式は、ナポレオンのフランス第一帝政時代に始まり、そこから名前を取っている。これは、ナポレオンの統率とフランスの地位を理想化することを意図していた。帝政様式の初期をさして、イギリス帝国ではアダム・スタイル、フランスではルイ16世様式(Louis Seize)と呼ぶ。帝政様式は18世紀の、ローマ帝国とその膨大な考古学的遺産の再発見に影響を受けている。それまでのルイ16世様式(fr)とディレクトワール様式(fr)は、1700年代のロココ・スタイルと比較すると、より直線的でシンプルなデザインであった。

帝政様式は大衆の様式であり、これみよがしでもなく、落ち着きがあって、非常に均衡が取れていた。帝政様式は、ちょうどナポレオンがヨーロッパの人々をフランス民法典で「自由化｣したのと同じく、「自由で」「啓蒙された」建築であるとみなされた。
帝政様式は、ナポレオンのマルメゾン城の建築家、シャルル・ペルシエとフォンテーヌの創意に富んだデザインによって広まった。そのデザインは、古代ギリシャ・ローマ時代の素晴らしい象徴や装飾からインスピレーションを得て、重々しく描かれた。建物は一般的に、シンプルな木材の骨組みと、植民地から輸入された高価なマホガニーで化粧張りされた箱状の建造物とから成った。ビーダーマイヤー様式の家具もまた当初、財政的な制約のために黒檀が使われていた。オルモル（ブロンズに金メッキした、家具の金具や装飾）は職人の技能が高い水準にあったことを示している。
フランスで有名な帝政様式の建築には、壮大な新古典主義のカルーゼル凱旋門、ヴァンドーム広場、マドレーヌ寺院がパリに建築されているが、これらはローマ帝国の建築物の模倣であった。
ナポレオンの失墜後、帝政様式は多少変化しながらも数十年間支持され続けた。帝政様式は、フランスで19世紀後半（ナポレオン三世による第二帝政の時代、1850～1870年）、20世紀の初め、そして1980年代に再流行している。
高級ブランデー「ナポレオン」のボトルラベルに使われている、Nを月桂樹で囲んだデザインは、典型的なアンピール様式である。フランスのルーブル美術館に付設するナポレオン三世の居室には、典型的なアンピール様式が当時のままで残されている。

## 他国への波及
フランスのベルナドット将軍、すなわち後のスウェーデン王カール・ヨハンがナポレオン風の様式をスカンディナヴィアに伝えたため、この地域で帝政様式はカール・ヨハン・スタイルの名で知られている。帝政様式が他のヨーロッパ地域で忘れられた後も、カール・ヨハン・スタイルはスカンディナビアで人気を保ち続けた。フランスは、スウェーデンに対する負債の一部を金銭の代わりにオルモルのブロンズで支払い、その結果フランスのブロンズとスウェーデンのクリスタルでできたクリスタル・シャンデリアが流行することとなった。

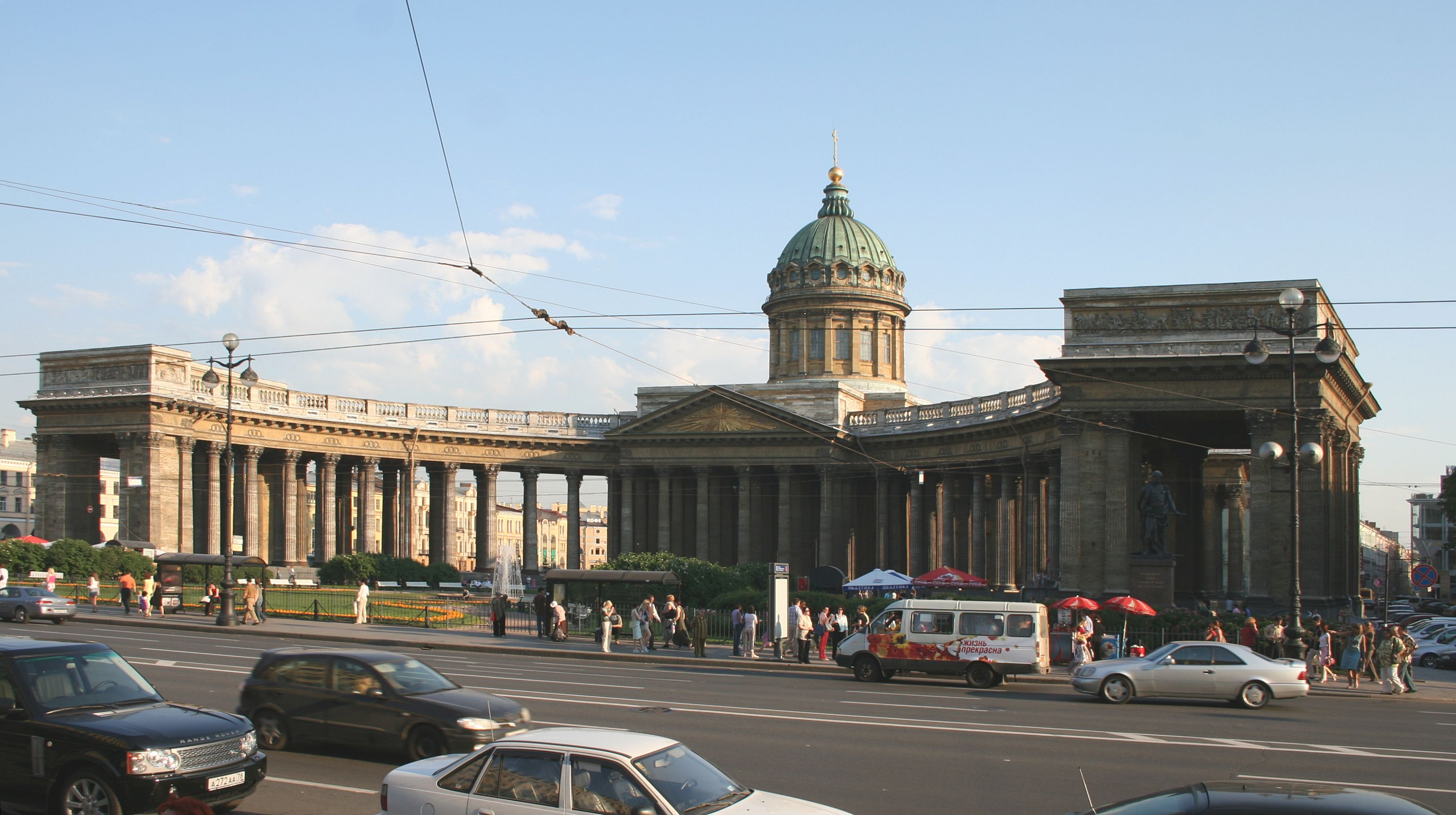
カザン聖堂、サンクトペテルブルク

帝政様式は、ロシア帝国にも特有の定着を見せた。ロシアではナポレオンに対する戦勝を祝うために、ロシア海軍本部、カザン聖堂、アレクサンダー・コラム、ナルヴァ凱旋門といった記念建築が建てられた。スターリン様式はしばしば、スターリン帝政様式と呼ばれることもある。
イタリアでの帝政様式は、ほとんどのヨーロッパ諸国よりも長く続いた。ローマ帝国協会のためでもあるが、1870年の統一イタリア後、国家建築の様式としてリヴァイヴァルされたことにもよる。マリオ・プラーツはこの様式について「イタリア帝政様式｣として記述している。
イギリス、ドイツ、アメリカでは、地域の状況と、エジプト・リヴァイヴァル、ギリシア・リヴァイヴァル、ビーダーマイヤー様式、リージェンシー様式、後期フェデラル様式といった後発の流行様式に、帝政様式は合致していた。

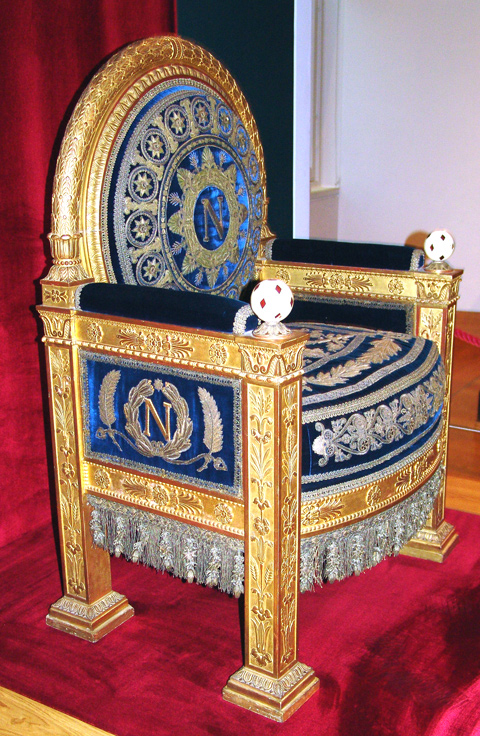
ナポレオンの居室
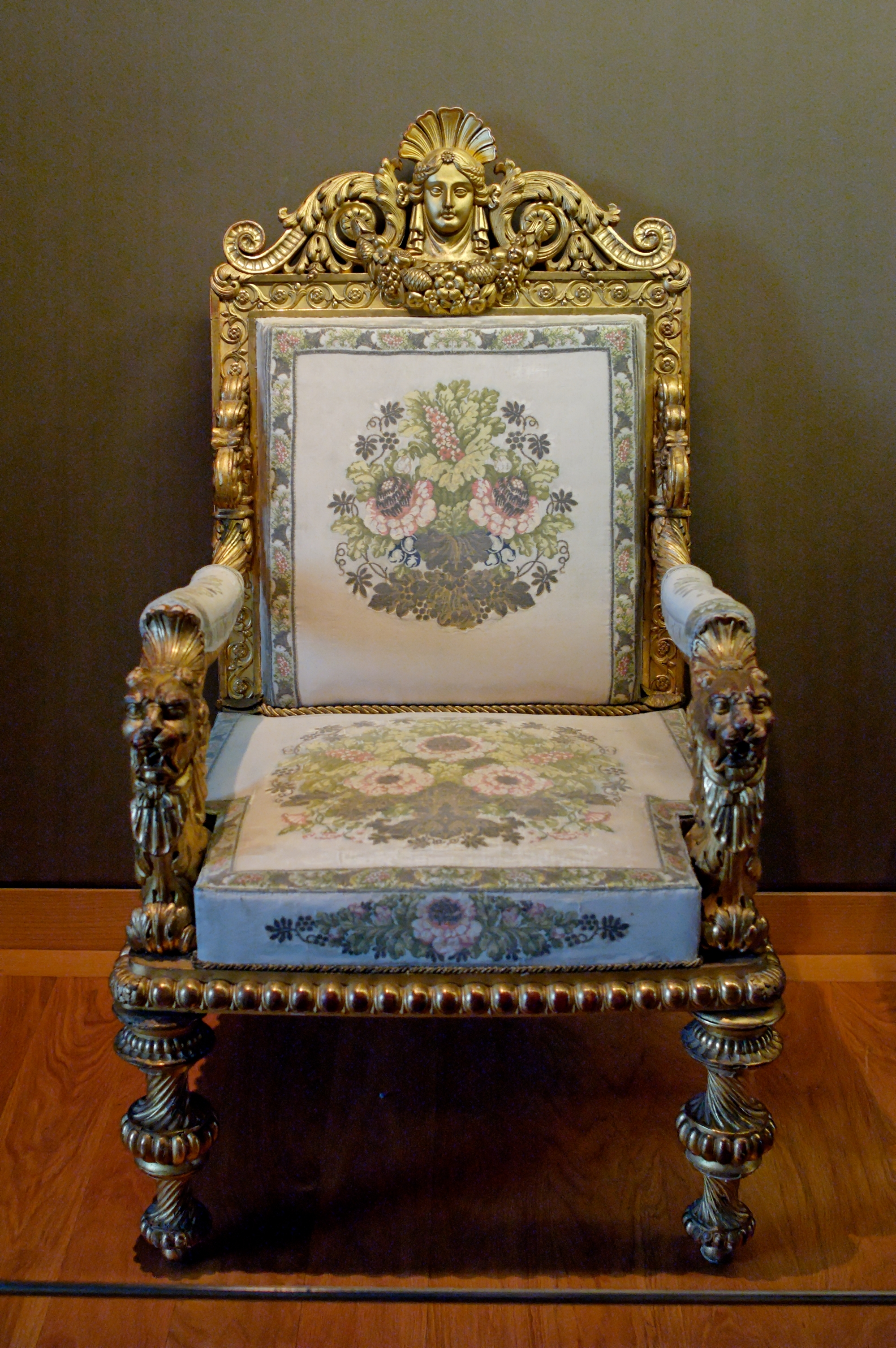
ルーブルのいす
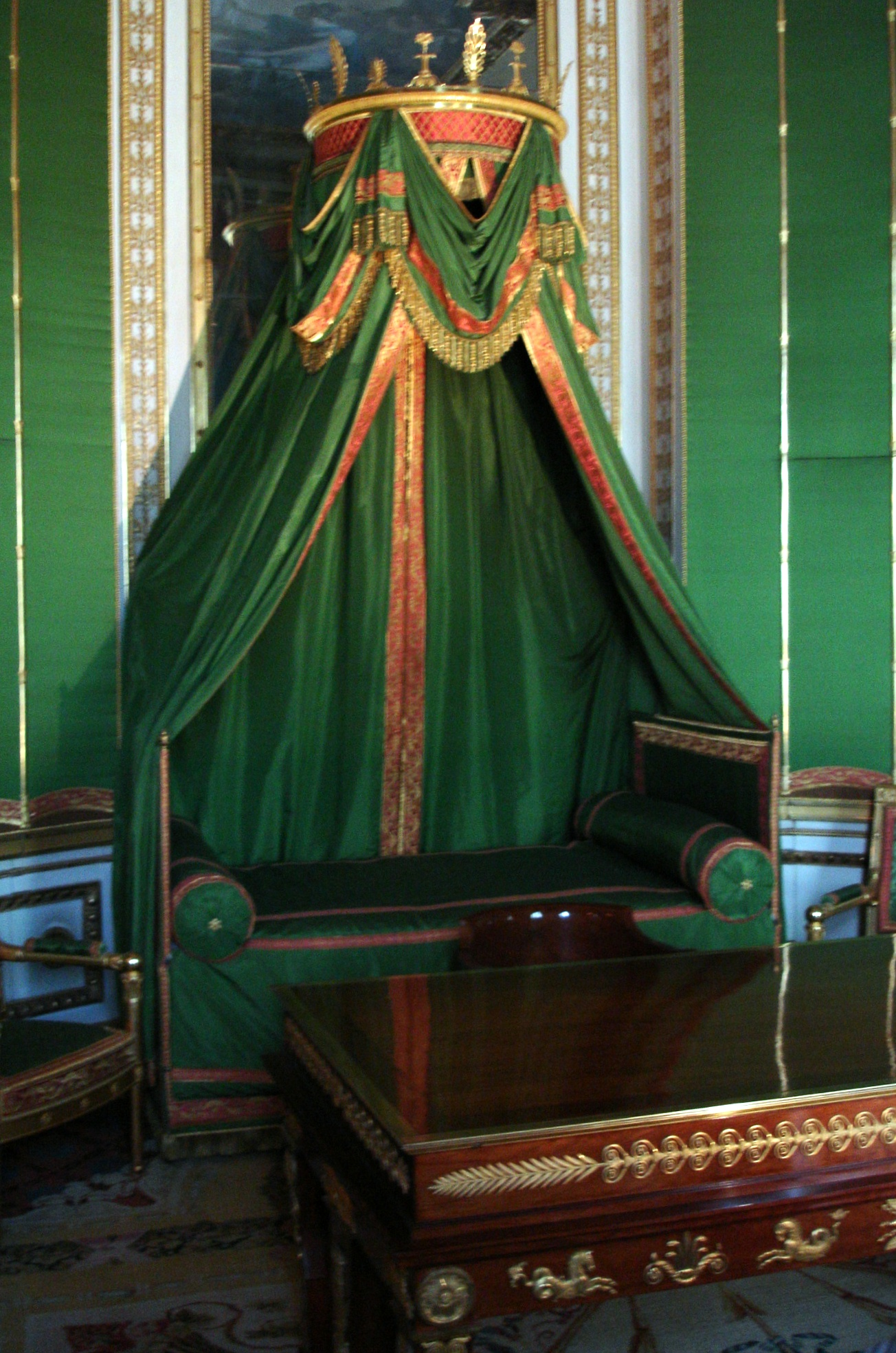
フォンテーヌブロー城のナポレオンの部屋
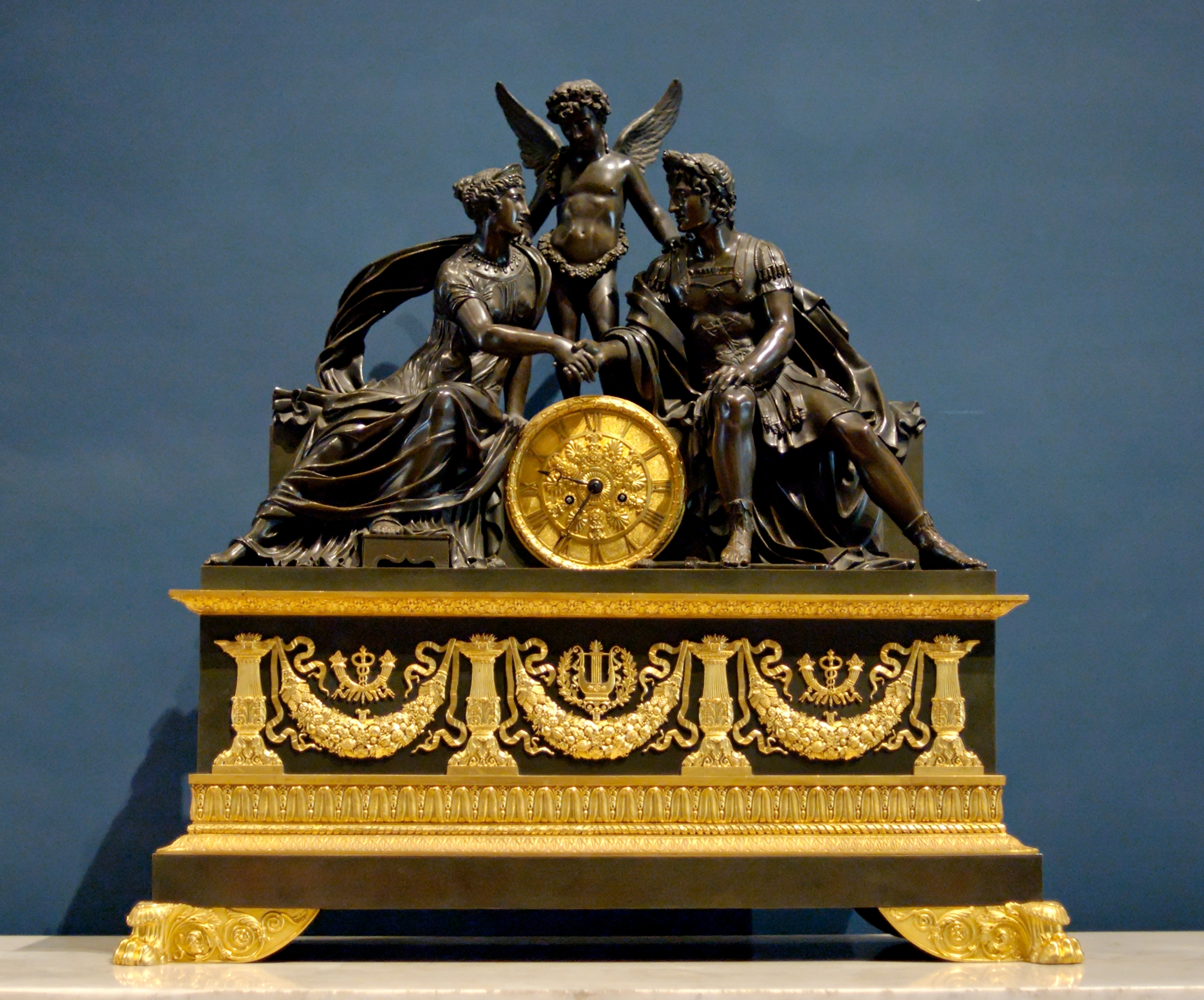
時計
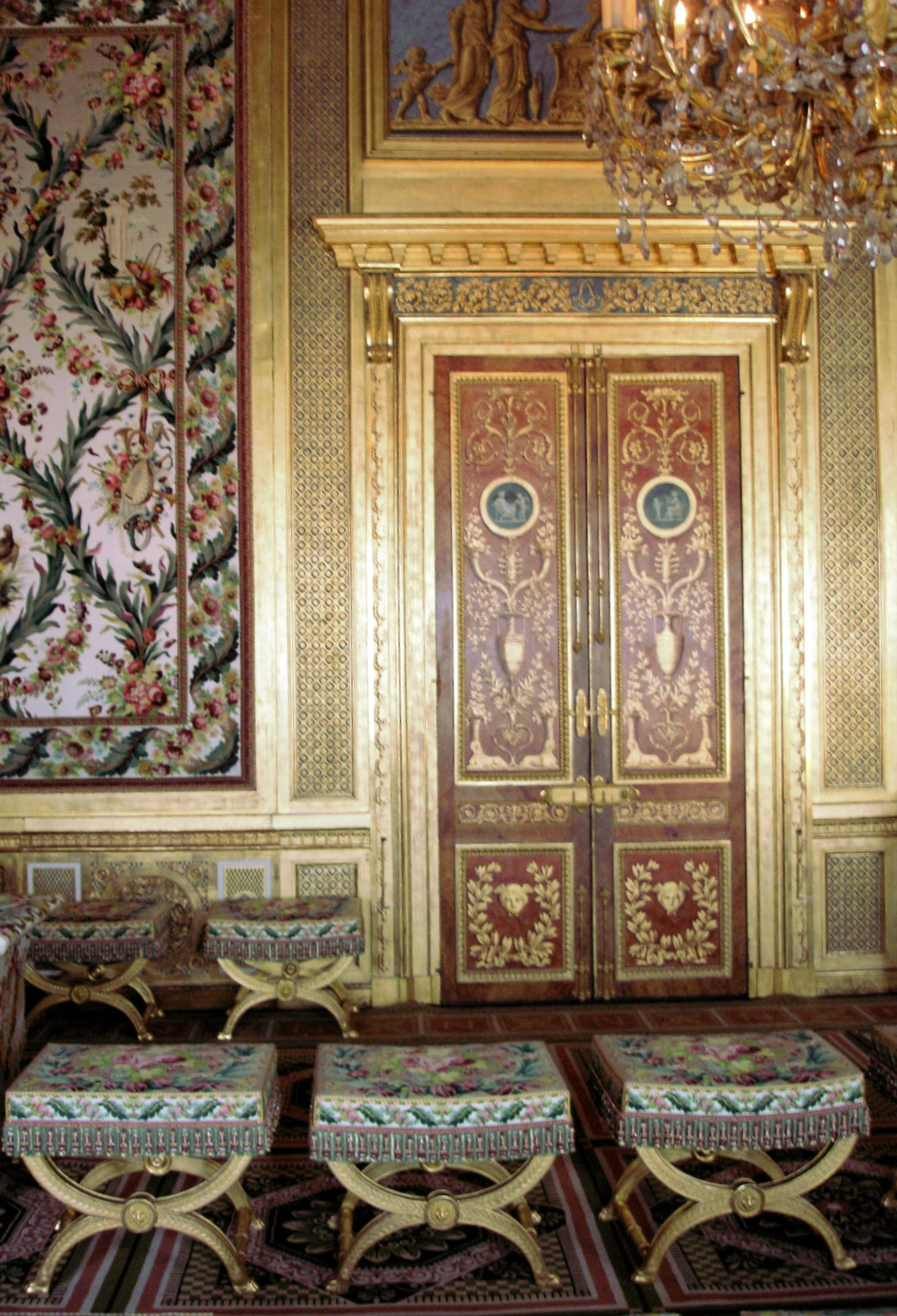
フォンテーヌブロー
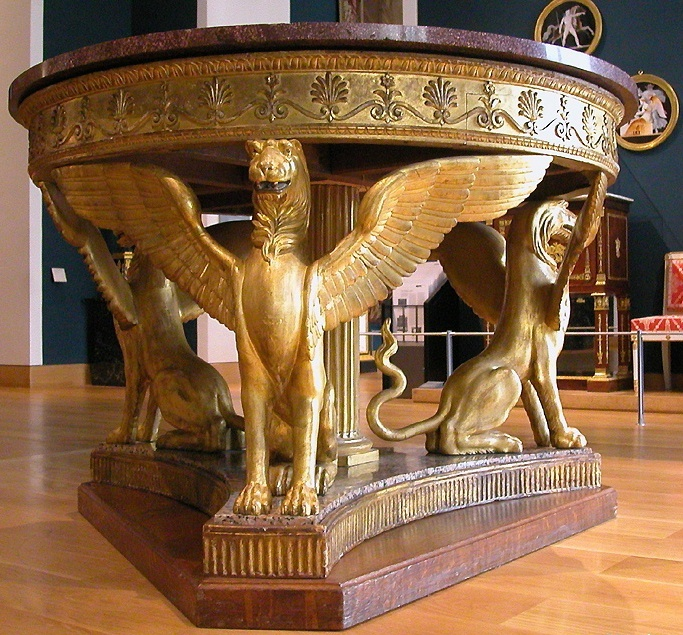
テーブル
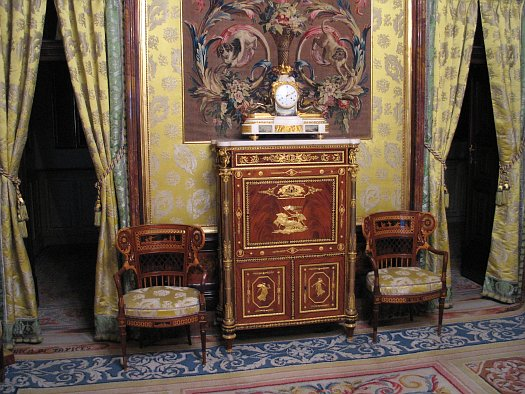
マドリード王宮の部屋
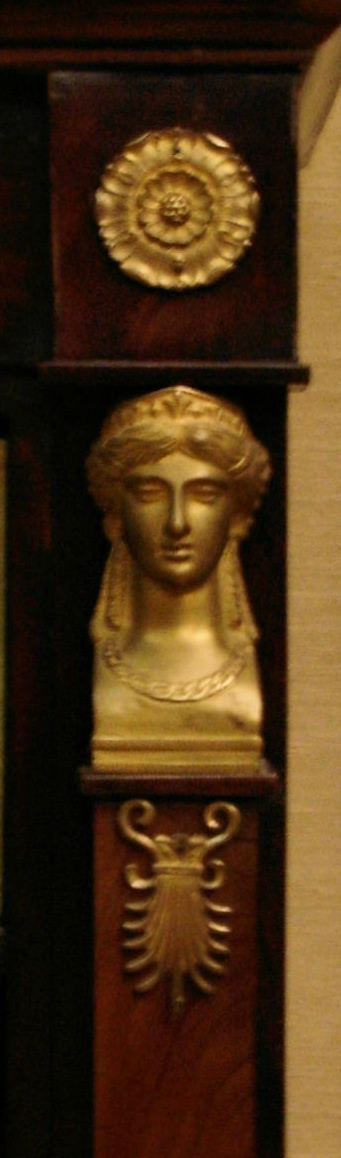
家具の細部